# Борис Беравс
Борис Беравс (Београд, 12. јул 1953) бивши је југословенски и српски професионални кошаркаш.

## Каријера
Током професионалне каријере играо је у периоду од 1970. до 1979. године за Партизан, са којим је освојио Прву лигу Југославије 1976, 1979, Куп Југославије 1979. и Куп Радивоја Кораћа 1978. и 1979. године.
На јуниорском нивоу, Беравс је освојио златну медаљу на Европском првенству за јуниоре одржаном 1972. године у Задру, а тим је тада тренирао Мирко Новосел. За прву репрезентацију Југославије Беравс је наступио осам пута.